# 매니 라미레스
마누엘 '매니' 아리스티드스 라미레스 온이티다(Manuel "Manny" Aristides Ramírez Onelcida, 1972년 5월 30일 ~ )는 전 야구 선수이다. 9번이나 실버슬러거에 선정되고, 메이저 리그에서 500 홈런을 친 24명중의 1명인 그는 강력한 타격능력으로 잘 알려져 있다. 그는 현역 선수 중 가장 많은 만루 홈런을 친 선수이며(통산 20개, 은퇴 선수 포함 시 루 게릭에 이어 2위), 아메리칸 리그에서 타율왕, 홈런왕, 타점왕을 모두 석권했다. 1998년부터 2008년까지 11연속 올스타에 선정된 그는 총 12번이나 올스타전에 선정된 선수이다. 라미레스는 포스트시즌에서만 28개의 홈런을 쳤는데 이것은 메이저 리그 역대 최다기록이다. 2004년에는 보스턴 레드삭스가 86년 만에 월드시리즈 챔피언이 되는 것에 일조하며 월드시리즈 MVP로 선정되었다.

## 경력

### 클리블랜드 인디언스
라미레스는 1991년 클리블랜드 인디언스에게 13순위로 드래프트되어 주로 우익수로 경기에 나섰다. 1993년부터 2000년까지 인디언스 유니폼을 입고 967경기에 나서 236개의 홈런을 치고 804타점을 기록했다. 1998년에 친 45개의 홈런은 그가 한 시즌에 쏘아올린 가장 많은 홈런이며, 1999년에 타율 .333으로 44개의 홈런을 치며 기록한 133득점, 165타점은 그의 한 시즌 최다 득점·타점이다. 이 해에 기록한 165타점은 1938년 지미 폭스의 175타점 이후 가장 높은 타점 기록이다. 라미레스는 클리블랜드에서 뛰는 동안 두 번(1995, 1997)의 월드시리즈를 경험했다.

#### 레드삭스로의 이적
2000년을 끝으로 FA가 되는 라미레스의 시즌 마지막 타석에서는 잔류를 요구하는 현지 팬들의 열렬한 성원이 보내졌다. 그는 이 타석에서 대형 홈런을 날리지만, 이것은 인디언스 유니폼을 입고 기록한 마지막 홈런이 된다.

시즌 종료와 동시에 FA자격을 획득한 라미레스의 희망액수는 8년간 1억 6000만 달러라는 파격적인 금액이었다. 장기적인 관점에서 지명타자로 나서게 될 것으로 생각하고 있었기 때문에 아메리칸 리그의 팀을 희망했다. 뉴욕 양키스로 시작해 여러 구단이 영입 의사를 표했지만, 최종적으로는 인디언스에 잔류하는 것과 유일하게 희망 연봉 전액을 제시한 보스턴 레드삭스로 좁혀졌다. 인디언스는 구단의 방침으로 한 명의 선수에게 선수단 총 연봉의 29%를 넘는 연봉은 지불하지 못하게 정해져있었기 때문에 제시 가능한 범위에서 지불할 수 있는 총액을 제시했지만, 라미레스의 희망액에는 미치지 못했다. 결국 고심 끝에 라미레스는 레드삭스를 선택했고, 입단식에서 "양키스의 독주에 질렸다"는 말을 남기며 타도 양키스에 대한 의지를 드러냈다. 8년간 1억 6000만 달러를 받게 된 라미레스의 계약은 알렉스 로드리게스의 10년간 2억 5천만 달러에 버금가는 초대형 계약이었다.

### 보스턴 레드삭스

#### 2001 시즌
레드삭스로 이적한 라미레스의 스프링 캠프 성적은 타율.138, 홈런 1개의 초라한 성적으로 비판이 잇따랐지만, 정규 시즌 개막전부터 타격본능을 발휘해, 레드삭스 홈 구장인 펜웨이 파크에서의 첫 타석의 초구를 3점 홈런으로 쳐냈다. 이적 후 첫 양키스전에서는 연장 10회에 양키스 마무리 투수 마리아노 리베라로부터 2점 홈런을 때려내는 등, 4월에만 타율.408, 9 HR, 31 타점의 활약으로 월간 MVP로 선정되었다. 디비전 우승이나 여타 개인 타이틀은 획득하지 못했지만, 노마 가르시아파라등 키 플레이어들의 부상이 잇따른 레드삭스 타선을 이끌어, MVP 투표에서 9위에 랭크되었다. 원래 포지션인 좌익수로 55경기를 뛰고 나머지 경기는 주로 대타로 경기에 나선 시즌이다.

#### 2002 시즌
5월 11일 시애틀 매리너스전에서, 3회 주루 플레이 중 2루에서 단번에 홈인을 시도하다 헤드 슬라이딩을 하는 과정에서 손가락을 골절당했다. 결국 DH리스트에 오르게 되면서 39경기를 결장하게 되어 복귀 후에도 타율이 .310까지 내려갔다. 하지만 여름 즈음 타격 감각을 되찾아 8월 한달간의 타율은 .373, 특히 8월 13일부터 시즌 최종전까지의 44경기에서는 타율 .414를 기록해 시즌 타율 .349로 생애 첫 아메리칸 리그 타율왕을 획득했다. 겨우 119 경기에만 출장하면서 33개의 홈런을 치며 아메리칸 리그 9위, 107타점을 쳐내며 생애 5번째 실버슬러거상을 획득했고 MVP 투표에서 9위에 올랐다.

#### 2003 시즌
타율 1리차로 아메리칸 리그 2위, 홈런 7위, 185안타(개인 통산 최다), 6번째 실버슬러거 수상, MVP 투표 6위. 올스타에도 선발 출장했다. 이 해 팀메이트 데이비드 오티즈, 트롯 닉슨과는 각각 9회씩 동반 홈런을 기록해 팀 역대 5위 타이였다. 또한 이 해의 레드 삭스는 팀의 연간 장타율이 메이저 리그 신기록을 수립했다. 알렉스 로드리게스와의 트레이드 움직임이 있었지만 성사 직전에 취소되었다. 그러나 이것을 원인으로 라미레스와 구단 프런트 사이에 알력이 생기게 되었다.

#### 2004 시즌
43 홈런으로 첫 아메리칸 리그 홈런왕이 되며, 아메리칸 리그에서 타율·타점·홈런등 타격의 주요 3 부문 모두를 획득한 타자가 되었다. 이 시즌, 팀 동료 데이비드 오티즈와 함께 40홈런, 100타점, 타율 .300 이상씩을 쳐 1931년 베이브 루스와 루 게릭 이후 처음으로 이 기록을 보유하게 된 페어가 되었다. 또한 40개의 홈런과 40개의 이루타를 기록한 최초의 페어가 되었다. 이 둘은 6개의 백투백홈런을 쳐내며 메이저 리그 타이 기록을 세웠다.
2004 메이저 리그 올스타전에서는 로저 클레멘스를 상대로 1회에 투런 홈런을 때려냈다. 라미레스, 데릭 지터(안타), 이치로 스즈키(2루타) 그리고 이반 로드리게스(3루타)는 올스타전 한 이닝에서 사이클링 히트를 기록한 동반팀원이 됐다.
플레이오프에서는 14 경기에 출장해 60타수 21 안타, 타율 .350, 2 홈런, 11 타점을 기록했고, 3번째로 출전한 월드 시리즈에서는 17타수 7 안타, 타율 .412, 1 홈런, 4 타점으로 활약했다. 월드시리즈 3차전에서는 짐 에드먼즈의 뜬공을 잡으면서 재빠르게 홈으로 다이렉트 송구, 래리 워커를 아웃시키는 등 공·수에서 맹활약을 하며 레드삭스의 86년 만의 세계 제패에 크게 공헌해, 월드 시리즈 MVP에 선정되는 영광을 누렸다.

#### 2005 시즌
12.3타수당 1개의 홈런비율, 3.8타수에 1 타점의 타점율, 외야보살 17개를 기록하며 모두 아메리칸 리그 1위. 만루홈런 3개는 아메리칸 리그 역대 최다 타이. 통산 만루 홈런을 20개로 늘려 루 게릭의 23개에 뒤잇는 역대 2위가 되었다. 홈런 개수 아메리칸 리그 3위, 타점은 2위를 기록했다. 2004년과 2005년 두시즌에서의 오티즈와의 콤비는 강타를 자랑해, 2년에 친 합계의 홈런타는 모두 메이저 최다기록인 88개, 타점은 오티즈가 메이저 톱으로 합계 287 타점, 2위가 라미레스로 274 타점을 기록했다. 두 명 모두 2년 연속 40 홈런은 구단 사상최초의 기록이다. 05년에만 둘이서 쳐낸 92개의 홈런 역시 구단 신기록이고, 합계 292 타점은 1949년 테드 윌리엄스와 번 스테펀즈가 기록한 318 타점(159+159)에 뒤잇는 팀 역대 2위의 기록이었다. 오프시즌에는 더 이상 레드삭스에서 플레이하지 않겠다고 공언해, 구단측도 트레이드 교섭을 진행시키지만 결국 트레이드는 성사되지 않았다. WBC 도미니카 공화국 대표로 선출되었지만 대회 직전 대표팀에서 사퇴했다.

#### 2006 시즌
개막이후 16 경기동안 홈런이 없어 출발이 늦어졌지만, 6월 10일 텍사스 레인저스전에서 역대 31번째로 개인 통산 450홈런을 때려냈다. 7월 1일 플로리다 말린스전에서는 통산 2000 번째 안타를 홈런으로 장식했다. 게다가 8월 3일 인디언스전에서는 역대 46명째가 되는 1500 타점을 달성하는 등, 큰 기록이들을 잇따라 작성했다. 7월 15일부터 8월 12일까지는 27 시합 연속 안타까지 기록했다. 올스타 팬 투표에서 외야수 1위의 득표를 얻어 선출되지만, 부상 때문에 출장을 포기해야했다. 8월중반에는 타격 세 부문 모두 5위 이내로 집입하는 등 안정감을 보였지만, 팀의 플레이오프 진출이 사실상 좌절된 8월 종반 이후부터는 몇몇 경기에만 출장했다.
 오프시즌에는 또 한번 트레이드설이 부상했다. 팀이 마쓰자카 다이스케를 영입하는 데 필요로 하는 고액의 자금을 라미레스 방출로 충당할 것이라는 추측 아래, 다저스나 자이언츠 등 구체적인 구단명까지 거론되며 보도되었지만, 12월로 들어서면서 잔류하는 것으로 방향을 결정했다.

#### 2007 시즌
시즌 초반 부진에 빠져, 4월.202, 3 홈런, 13 타점. 5, 6월에는 약간 본래의 페이스로 돌아와 월간 3할을 넘는 타율을 남겼지만, 타점과 홈런은 저조했다. 결국 .284, 11 홈런, 45 타점으로 전반기를 마쳤다. 올스타 팬 투표에서는 외야수 4위로 팬 투표 선출은 안 되었지만, 선수간 투표에 의해 선출되었다. 8월말부터 옆구리통증으로, 남은 시합의 대부분을 결장했는데, 이것은 레드삭스의 플레이오프 진출이 사실상 확정된 상태이기 때문에 가능했다. 전반기 부진의 영향으로 10년 연속으로 30 홈런, 100 타점 기록에 실패했다.
플레이오프에서는 월드 시리즈 우승까지 14경기에 모두 출장해 46타수 16 안타, 타율.348, 16 타점, 4 홈런을 기록했다. 최종전을 제외한 전시합에 출루하며 .508의 출루율을 기록했다. 디비전 시리즈 2차전에서 극적인 끝내기 쓰리런 홈런을 내렸다. 친정팀 인디언스를 상대로 한 ALCS 1차전에서는 오르티즈와 함께 전10 타석에 모두 출루했다. 월드시리즈에서는 약간 부진한 활동을 보였지만, 3년 만의 월드 시리즈 우승에 공헌했다. 이 시리즈로, 라미레스는 많은 포스트시즌 기록의 일원이 되었다. 버니 윌리엄스의 22개를 넘어 단독 1위가 되는 24개의 포스트시즌 홈런, ALCS 5차전까지 기록한 15 경기 연속 안타(피트 로즈와 역대 최다 타이), 한 포스트시즌 최다인 세개의 고의사구 등이 그 기록이다.

#### 2008 시즌
전반기에는 괜찮은 출발을 보이며 5월 31일 오리올스전에서는 사상 24번째로 500홈런 클럽에 가입했다. 그러나 6월 5일 탬파베이전 도중 벤치에서 팀 동료 케빈 유킬리스와 다툼을 일으켰고, 같은 달 말에는 구단 직원을 폭행했다고 보도되는 등 트러블이 끊이질 않았다. 7월에 들어가면서 직접적으로 구단에 대한 비판을 하며 마찰이 계속되었다. 트레이드가 확실한 것으로 보여 플로리다 말린스가 유력한 이적처로서 보도되었다. 그런데 트레이드 데드라인 직전인 7월 31일, 피츠버그 파이리츠를 더한 삼각 트레이드로 LA 다저스로의 이적이 발표되어 팬들을 놀래켰다. 이 트레이드로는 레드 삭스는 파이러츠로부터 제이슨 베이를, 파이러츠는 레드 삭스, 다저스로부터 유망주 4명을 획득했다.

### LA 다저스

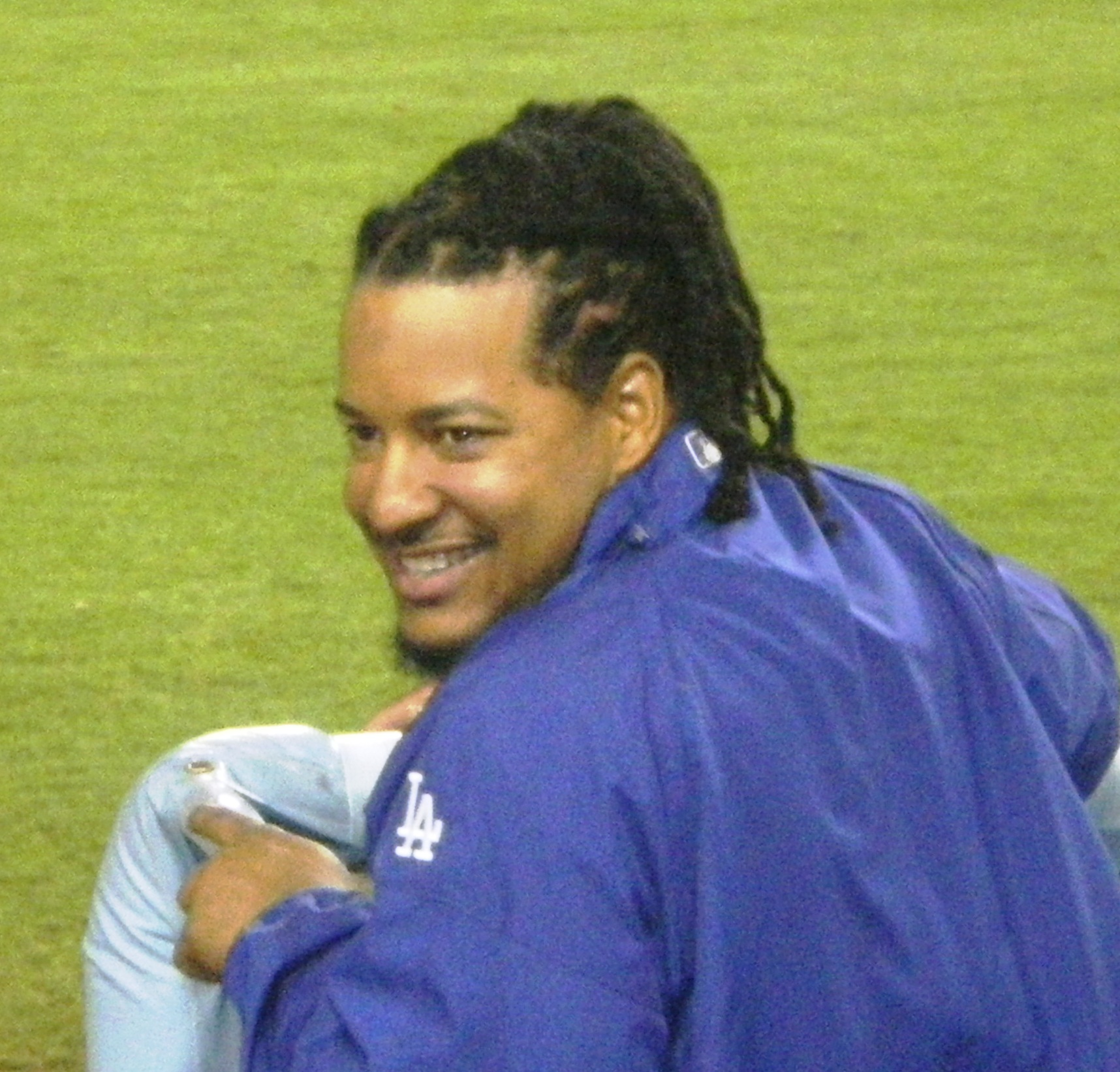
다저 스타디움의 매니 라미레스

레드삭스 시절 달던 등번호 24번은 다저스에서는 영구 결번인 번호이기 때문에 34번을 달기로 합의했지만, 최종적으로는 99번이 되었다. 또 레드삭스 시절의 트레이드마크였던 드레드록 머리는 조 토리 감독의 지침에 의해 자르게 되었다.
이적 후 53경기에 출장해 타율 .396, 17 홈런, 출장 경기수와 같은 53 타점을 기록하며 8월 월간 MVP를 획득하는 등, 다저스의 지구 우승에 결정적인 역할을 했다.
플레이오프에서도 맹타를 휘두르며 NLCS까지 8경기에 나서 타율.520, 4 홈런, 10 타점, 출루율 .667을 기록했다. 자신이 보유한 포스트시즌 최다 홈런 기록도 28개로 갱신했고, 플레이오프 타점도 74개로 늘리며 현역 선수 중 1위가 되었다.(역대기록은 버니 윌리엄스의 80점에 이어 2위)

## 약물 복용
2009년 5월 7일, 라미레스는 도핑 테스트에서 양성반응을 보여 50경기 출장정지 처분을 받았다.

## 개인사
도미니카 공화국의 작은 마을 산토도밍고 출신인 라미레스는 1985년 미국 뉴욕의 도미니카 이주민들의 주거 지역인 워싱턴 하이츠로 이주했다. 그는 1989년부터 1991년까지 조지 워싱턴 고등학교에서 외야수로 경기에 나섰다. 뉴욕에서 자랐음에도 불구하고, 라미레스는 토론토 블루제이스의 팬이었는데, 1980년대 토론토에는 라틴 출신 선수들이 많았기 때문이다.
레드삭스 시절이던 2004년, 라미레스는 미국 시민권을 취득하기 위해 한 경기를 결장했다. 그는 다음 경기에 입장하면서 한 손에 작은 성조기를 들고 뛰어나와 그린 몬스터 밑의 왼쪽 외야에 이 성조기를 꽂은채로 경기를 진행했다.
오프시즌에는 아들 셋과 아내와 함께 플로리다주에서 지낸다.

## 성격

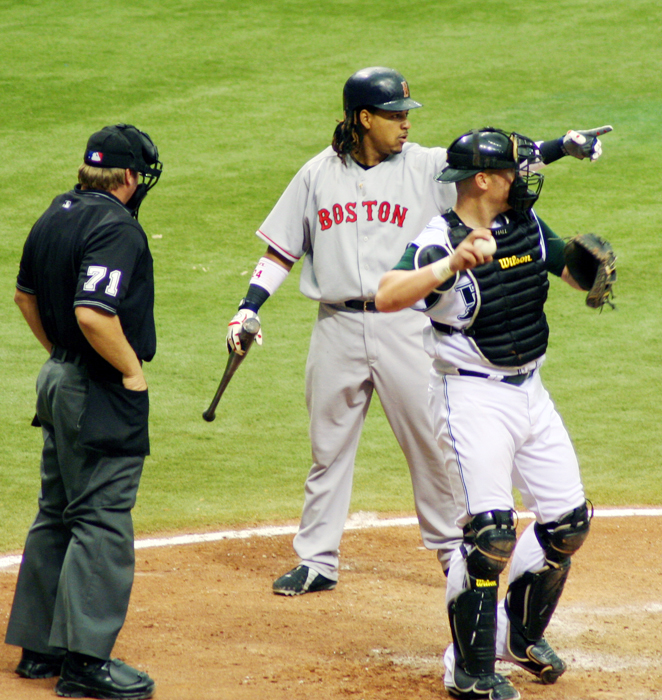
매니 라미레스가 1루심에게 방망이가 돌아갔는지 확인을 요청하고있다.

팬들이나 팀 동료들을 고려하지 않은 이기적인 발언("보스톤에 있으면 사생활이 없다")이나, 의욕없는 수비와 주루 플레이를 보이는 등 감정의 기복에의한 플레이의 기복이 크다. 라미레스의 성격을 잘 드러내는 Manny being Manny(매니는 매니다)는 그의 자유분방한 플레이 스타일이나 별난 행동으로부터 생긴 말이다. 이러한 튀는 행동은 레드삭스 구단 관계자들의 마음에 들리 없었고 결론적으로 레드삭스를 떠나게 된 가장 큰 이유중의 하나이다..
보스톤 현지 언론들이 자신에 대해 왜곡보도를 한다고 생각해 2005년부터 현지 언론에게 일절 코멘트 하지 않았지만 2007년 10월 6일 ALDS 2차전(대 LA 에인절스전)에서 끝내기 3점 홈런을 친 후 현지언론과의 인터뷰를 통해 자신의 기쁨을 표출하였다. 그 해 나머지 리그 챔피언 시리즈와 월드시리즈에서 인터뷰에 순순히 응해 2008년 이후로도 보스톤 언론의 인터뷰 요청에 따르는 모습을 보였다.

### "매니 비잉 매니"
- 1994년 4월 4일 - 그의 신인 시즌 첫 경기에서, 매니는 8회에 경기를 동점으로 만드는 인정 2루타를 쳤다. 그러나 이것을 홈런으로 착각한 그는 3루심에게 제지 당하기 전까지 베이스를 계속 돌았다. 경기 해설자들은 그가 엄청난 타격능력을 갖고있다고 칭찬하면서도, 다만 주의력이 좀 부족한것 같다고 평가했다(바로 다음 장면에서 2루에 있던 매니는 포수 견제로 견제사당할 뻔 하지만 아슬아슬하게 세입된다). 10회에 볼넷으로 출루한 그는 대주자와 교체되었다.[8]
- 1997년 7월 1일 - 애스트로돔에서의 첫 경기를 치르게 된 매니는 우익수 수비를 보고 있었다. 휴스턴 애스트로스의 팀 보가가 1루 베이스라인을 따라가는 땅볼안타를 쳤다. 공이 불펜 벤치 쪽으로 빠져들어가는 것을 확인한 매니는 경기중단을 위해 심판을 불렀다. 그러나 이 경기장에서 불펜 벤치 구역은 인플레이 구역이었고 이를 몰랐던 매니는 장내홈런을 허용하고 말았다.[9]
- 2001년 12월 10일 - 레드삭스로 이적한 첫해, 새로운팀에서 편안함을 느끼지 못하고 있다는 감정을 표출해, 구단이 독립된 인터뷰실을 만드는 것을 촉진시켰다.[10]
- 2002년 5월 18일 - 재활을 위해 마이너리그에서 경기 하던 중 3루 슬라이딩을 시도하다가 다이아몬드 귀걸이를 분실했다. 경기가 끝난후 13명의 마이너리그 팀 선수들과 구단 관리인들이 3루 쪽을 뒤져서 귀걸이 위쪽 부분을 찾았지만, 15000달러라고 보도되었던 다이아몬드 부분은 찾지 못했다.[11]
- 2002년 9월 7일 - 라미레스는 타석 등장음악으로 "Good Times"라는 곡을 요청했다. 대마초 사용에 관한 가사를 담은 이 노래는 검열을 거치지 않은 채 펜웨이 파크에 흘러나왔다.[12][13]
- 2003년 8월 29일 - ESPN과의 인터뷰에서 뉴욕 양키스(레드삭스의 숙적)를 위해 뛰고 싶다고 말했다.[14]
- 2003년 8월 30일 - 경기에 나설 수 있는 정도의 몸상태라는 언론의 보도에도 불구하고 인두염을 앓고 있다는 근거로 몇몇 경기에 나서지 않았다. 뉴욕 양키스가 원정 경기를 위해 방문했을 때 그는 여전히 몸상태를 이유로 경기에 결장했지만, 친구이자 전 양키스 선수인 엔리케 윌슨과 호텔 바에 함께있는 장면이 목격되었다.[15]
- 2003년 9월 1일 - 필라델피아 필리스와의 경기에서 대타출전을 거부했다. 화가 난 감독은 다음 경기에서 그를 결장시켰다.[16]
- 2004년 7월 21일 - 중견수 자니 데이먼의 송구를 컷하기 위해 불필요한 다이빙 플레이를 시도하다가 볼티모어 오리올스의 데이비드 뉴핸에게 장내홈런을 허용했다.[17]
- 2005년 7월 31일 - 트레이드 될 것이라는 소문이 돌던 중, 미네소타 트윈스와의 경기에 출전했다. 트레이드 데드라인이 마감 된 후 8회에 대타로 타석에 들어서자 이전 두 경기에서 야유를 보내던 관중들은 기립박수를 보냈고, 그는 후안 린컨을 상대로 결승 안타를 뽑아내며 화답했다. 경기 후 인터뷰에서 그는 "트레이드에 대해서는 잊으라.. 내가 돌아왔다!"며 자신이 있을 곳은 보스턴이라고 말했다.[18][19]
- 2005년 8월 24일 - 1사 만루 상태에서 타석에 들어선 라미레스는 땅볼을 친 뒤 1루로 뛰어가지 않아 더블 플레이를 당했다. 이후 캔자스시티 로얄스는 연속득점으로 동점을 만들었고, 결국 연장에서 승리를 가져갔다.[20]
- 2007년 3월 20일 - 바베큐 그릴의 판매자로 미국 경매 사이트 이베이의 판매자 목록에 올라왔다.[21] 그러나 추후에 이베이에 의해 판매자 목록에서 삭제되었다.[22] 이후에 그는 개조된 크라이슬러 자동차를 300만 달러에 올렸다.[23]
- 2007년 10월 17일 - ALCS에서 레드삭스가 합계 스코어 3-1로 클리블랜드 인디언스에게 뒤지고 있을당시, 라미레스는 기자들과의 인터뷰에서 "만약 레드삭스가 탈락하더라도, 그것이 세상의 끝은 아닐 것"이라고 말하며 그의 팀원들이 긴장할 필요는 없다는 뜻을 피력했다. 이 발언에 대한 비난을 피할 수는 없었지만, 이후 레드삭스는 7연승으로 ALCS와 월드시리즈를 휩쓸었다.[24]
- 2007년 10월 18일 - ALCS 5차전 도중 중간 담장 상단을 맞고 다시 경기장안으로 떨어지는 플라이볼을 쳤다. 2루타가 됐을 법한 이 타구를 홈런으로 착각한 라미레스는 1루를 향해 천천히 뛰어갔고 결국 1루까지 가는 데 만족해야했다.[25]
- 2007년 10월 27일 - 월드시리즈 3차전 도중 논란의 여지가 있는 플레이로 홈에서 아웃당했다. 매니는 베이스러닝 도중 가속을 돕기 위해 종종 헬멧을 벗어 집어 던지곤하는데, 이 경우는 3루를 돌던 도중 자신이 벗어던진 헬멧이 발에 걸려 주춤거리다가 스피드를 잃는 모습이 리플레이 화면에 포착되었다.[26]
- 2008년 5월 14일 - 볼티모어 원정경기에서, 케빈 밀러의 깊숙한 뜬공 타구를 잡아낸 뒤 외야담장을 뛰어올라 레드삭스팬에게 하이파이브를 한 후 내야로 송구해 더블 플레이를 만들어냈다.[27]
- 2008년 7월 6일 - 양키스와의 원정경기에서 동점이던 9회말 타석에 등장했다. 마리아노 리베라는 세개 연속으로 직구를 던졌으나 매니는 한번도 스윙하지 않았고 스윙할 생각조차 없어보였다. 이후 매니는 양키스와의 시리즈의 라인업에서 빼줄것을 요청하며 무릎통증을 그 이유로 들었다. 레드삭스 임원진은 라미레스에게 양쪽 무릎에 대한 MRI 촬영을 지시했는데, 촬영 결과 양쪽 무릎 모두 아무 이상 없는 것으로 나타났다. 이 사건으로 인해 레드삭스 팬들은 그에 대한 신뢰를 잃었고, 다저스로 트레이드되는 계기 중 하나가 되었다.[28][29]
- 2008년 7월 9일 - 미네소타 트윈스와의 홈 경기를 치르던 6회 도중 투수교체가 이뤄지는 동안 그린 몬스터안으로 들어가 휴대폰 통화를 했다.[30]
- 2008년 7월 18일 - LA 다저스와의 경기에서 6회말 진행 중 자신의 바로 앞에 떨어지는 플라이볼을 잡기 위해 슬라이딩을 시도했지만 공을 놓쳤다. 그는 공을 잡기 위해 네발로 엉금엉금 기어가가다가 결국 공위에 널부러져 중견수 제이코비 엘스버리가 공을 줍지 못하게 만들었다. 마침내 라미레스가 멋쩍은 웃음을 지으며 공을 집어 내야로 던졌을 때 단타성 안타를 쳤던 타자는 이미 삼루까지 가 있었다. 어이없는 수비를 지켜본 레드삭스 단장 테오 엡스타인과 감독 테리 프랑코나의 표정이 좋을리 없었다.[31]
- 2008년 7월 27일 - 양키스와의 경기 전에 가진 인터뷰에서, 뛰어야 한다면 이라크에서 경기할 수 있다고 말했다.[32]
- 2008년 8월 11일 - 다저스 이적 후, 필라델피아와의 경기 도중 9회초 수비를 위해 다저스 팀원들이 경기장으로 뛰어올라왔는데 매니의 모습은 어디에도 보이지 않았다. 몇 분간 그를 찾던 중 마침내 유니폼 버튼을 열어둔 채로 경기장으로 천천히 뛰어들어왔다. 그는 화장실에 다녀왔다고 말했는데, 이전 이닝에서 착용했던 검은색 글러브 대신 빨간색 글러브를 착용하고 있었다.[33]

## 경기장 밖의 생활
- 2007년 불우 어린이 돕기의 일환으로 자신의 이름을 건 와인을 출시했다. 이 와인으로 10만 달러 이상을 모금 할 수 있었다.
- 2007년 가족과 관련된 문제로 레드삭스 스프링캠프에 늦게 도착할 것을 허락받았다. 그러나 애틀랜틱시티에서 열리는 고전 차 경매 행사에 출연이 계획 되어 있는 것으로 밝혀졌다.[34] 결국 라미레스는 경매에 출연하지 않았고[35] 라미레스가 경매에 올린 차는 경매액이 높지 않아 팔리지 않았다.[36]
- 2007년 백악관에서 열린 레드삭스의 월드시리즈 우승 기념 행사에 불참했다. 이에 대해 조지 W. 부시 대통령은 "데이비드 오티즈의 동료 매니 라미레스가 오지 않아서 안타깝다. 아마도 그의 할머니가 한번 더 돌아가셨나보다"라고 말한 뒤 "농담이었다. 매니에게 별 뜻 없다고 전해달라."고 말했다.[37]
- 다저스 이적후 경기를 데뷔 경기를 갖기 전 기자회견이 열렸다. 그는 많은 기자들과 농담을 주고 받으며, 자신과 레드삭스간의 갈등이 라틴 아메리카 텔레비전 드라마로 만들어질거라면서, 자신이 더 이상 홈런을 못치는 줄거리가 될 것이라는 이야기를 했다. 그는 인터뷰 도중 영어와 스페인어를 섞어가면서 말했다.
- 2008년 8월 30일, 애리조나 다이아몬드백스와의 경기 후 인터뷰 도중 대부분의 질문들에 "잘 모르겠다"라고 답변을 하다가, 인터뷰 막바지즘 "사는게 행복하다"라는 말을 남겼다.
- LA 다저스가 플레이오프에서 탈락한 뒤, 자신의 진로를 묻는 기자들에게 "기름값은 올랐다. 나도 그렇다."라고 말하며 자유계약선수 시장에서 대형 계약이 이뤄질 것을 기대했다.

## 주요기록
- 수상 실적
  - 월드 시리즈 MVP 1회：2004[1]
  - AL 수위타자 1회：2002(.349)[1]
  - AL 최다 홈런 1회：2004(43개)[1]
  - AL 최다 타점 1회：1999(165타점)[1]
  - 실버 슬러거　9회：1995, 1999 - 2006[1]
  - 행크 아론상　2회：1999 , 2004[1]
  - 올스타 선정 12회：1995년, 1998년 - 2008년(8회 선발, 2006년은 외야수 최다 득표로 선출되지만 부상으로 출전하지 못함)[1]
- 포스트시즌
  - 월드 시리즈 2회 우승(보스턴 레드삭스, 2004, 2007)
  - 리그 챔피언십 15경기 연속안타로 피트 로즈와 타이
- 다른 업적
  - 메이저 리그 라티노 레전드 팀의 멤버[38]

  - 9시즌 연속 3홈런 100타점 이상 기록(1998-2006, 메이저 리그 통산 3위)
  - 27경기 연속 안타(2006)
  - 2006년 5월 31일 통산 500홈런 기록(상대투수: 볼티모어 오리올스의 채드 브래포드)[39]
- 현역선수와 역대 모든 선수를 포함한 통산 기록 순위(2008 시즌 종료 기준)
  - 527 홈런 - 현역 6위, 역대 17위
  - 20 만루 홈런 - 1위, 2위(역대 1위는 루 게릭)
  - 1706 타점 - 4위, 23위
  - .313 통산타율 - 7위, 78위(동률)
  - .410 출루율 - 7위, 36위
  - .591 장타율 - 3위, 8위
  - 1.001 OPS - 4위, 10위
  - 1025 장타 - 4위(동률), 24위(동률)
  - 176 고의사구 - 5위, 22위
  - 28 포스트시즌 홈런 - 1위
  - 74 포스트시즌 타점 - 1위, 2위(역대 1위는 버니 윌리엄스)

## 스폰서 계약
- 세가 제네시스의 비디오 게임 월드 시리즈 베이스볼 ‘96의 표지모델로 등장했다.
- EA 스포츠의 비디오 게임 MVP 베이스볼 2005의 표지모델로 등장했다.
[40]

## 통산 성적
| 연도 | 팀      | 경기 | 타수 | 득점 | 안타 | 2B  | 3B | HR  | 타점 | SB | CS | 볼넷 | 삼진 | 타율 | 출 루 율 | 장 타 율 | 루타 | 희생 번트 | 희생 플라이 | 고의 사구 | 死구 | 병살 | OPS   |
| ---- | ------- | ---- | ---- | ---- | ---- | --- | -- | --- | ---- | -- | -- | ---- | ---- | ---- | -------- | -------- | ---- | --------- | ----------- | --------- | ---- | ---- | ----- |
| 1993 | CLE     | 22   | 53   | 5    | 9    | 1   | 0  | 2   | 5    | 0  | 0  | 2    | 8    | .170 | .200     | .302     | 16   | 0         | 0           | 0         | 0    | 3    | 0.502 |
| 1994 | CLE     | 91   | 290  | 51   | 78   | 22  | 0  | 17  | 60   | 4  | 2  | 42   | 72   | .269 | .357     | .521     | 151  | 0         | 4           | 4         | 0    | 6    | 0.878 |
| 1995 | CLE     | 137  | 484  | 85   | 149  | 26  | 1  | 31  | 107  | 6  | 6  | 75   | 112  | .308 | .402     | .558     | 270  | 2         | 5           | 6         | 5    | 13   | 0.960 |
| 1996 | CLE     | 152  | 550  | 94   | 170  | 45  | 3  | 33  | 112  | 8  | 5  | 85   | 104  | .309 | .399     | .582     | 320  | 0         | 9           | 8         | 3    | 18   | 0.981 |
| 1997 | CLE     | 150  | 561  | 99   | 184  | 40  | 0  | 26  | 88   | 2  | 3  | 79   | 115  | .328 | .415     | .538     | 302  | 0         | 4           | 5         | 7    | 19   | 0.953 |
| 1998 | CLE     | 150  | 571  | 108  | 168  | 35  | 2  | 45  | 145  | 5  | 3  | 76   | 121  | .294 | .377     | .599     | 342  | 0         | 10          | 6         | 6    | 18   | 0.976 |
| 1999 | CLE     | 147  | 522  | 131  | 174  | 34  | 3  | 44  | 165  | 2  | 4  | 96   | 131  | .333 | .442     | .663     | 346  | 0         | 9           | 9         | 13   | 12   | 1.105 |
| 2000 | CLE     | 118  | 439  | 92   | 154  | 34  | 2  | 38  | 122  | 1  | 1  | 86   | 117  | .351 | .457     | .697     | 306  | 0         | 4           | 9         | 3    | 9    | 1.154 |
| 2001 | BOS     | 142  | 529  | 93   | 162  | 33  | 2  | 41  | 125  | 0  | 1  | 81   | 147  | .306 | .405     | .609     | 322  | 0         | 2           | 25        | 8    | 9    | 1.014 |
| 2002 | BOS     | 120  | 436  | 84   | 152  | 31  | 0  | 33  | 107  | 0  | 0  | 73   | 85   | .349 | .450     | .647     | 282  | 0         | 1           | 14        | 8    | 13   | 1.097 |
| 2003 | BOS     | 154  | 569  | 117  | 185  | 36  | 1  | 37  | 104  | 3  | 1  | 97   | 94   | .325 | .427     | .587     | 334  | 0         | 5           | 28        | 8    | 22   | 1.014 |
| 2004 | BOS     | 152  | 568  | 108  | 175  | 44  | 0  | 43  | 130  | 2  | 4  | 82   | 124  | .308 | .397     | .613     | 348  | 0         | 7           | 15        | 6    | 17   | 1.010 |
| 2005 | BOS     | 152  | 554  | 112  | 162  | 30  | 1  | 45  | 144  | 1  | 0  | 80   | 119  | .292 | .388     | .594     | 329  | 0         | 6           | 9         | 10   | 20   | 0.982 |
| 2006 | BOS     | 130  | 449  | 79   | 144  | 27  | 1  | 35  | 102  | 0  | 1  | 100  | 102  | .321 | .439     | .619     | 278  | 0         | 8           | 16        | 1    | 13   | 1.058 |
| 2007 | BOS     | 133  | 483  | 83   | 143  | 33  | 1  | 20  | 88   | 0  | 0  | 71   | 92   | .296 | .388     | .493     | 238  | 0         | 8           | 13        | 7    | 21   | 0.881 |
| 2008 | BOS/LAD | 153  | 552  | 102  | 183  | 36  | 1  | 37  | 121  | 3  | 0  | 87   | 124  | .332 | .430     | .601     | 332  | 0         | 4           | 24        | 11   | 17   | 1.031 |
| 2009 | LAD     | 104  | 352  | 62   | 102  | 24  | 2  | 19  | 63   | 0  | 1  | 71   | 81   | .290 | .418     | .531     | 187  | 0         | 1           | 21        | 7    | 7    | .949  |
| 2010 | CWS/LAD | 90   | 265  | 38   | 79   | 16  | 0  | 9   | 42   | 1  | 1  | 46   | 61   | .298 | .409     | .460     | 122  | 0         | 3           | 4         | 6    | 6    | .878  |
| 2011 | TB      | 5    | 17   | 0    | 1    | 0   | 0  | 0   | 1    | 0  | 0  | 0    | 4    | .059 | .059     | .059     | 1    | 0         | 0           | 0         | 0    | 0    | .118  |
| 통산 | 19시즌  | 2302 | 8244 | 1544 | 2574 | 507 | 20 | 555 | 1831 | 38 | 33 | 1329 | 1813 | .312 | .411     | .585     | 4826 | 2         | 90          | 216       | 109  | 243  | .996  |

- 2011년까지의 수치. 굵은 글씨는 해당 시즌 리그 1위[41]

## 같이 보기
- 500 홈런 클럽